# Пекуровский сельский совет
Перекуровский сельский совет (укр. Пекурівська сільська рада) — входит в состав Городнянского района Черниговской области Украины. Адрес сельского совета: 15162, Черниговская обл., Городнянский р-он, село Пекуровка, ул. Гагарина, 23, тел. 3-77-33.

## Населённые пункты совета
- с. Пекуровка

## История
Пекуровский сельский совет образован в 1988 году.
В 1923 году на территории нынешнего сельского совета существовал Пекуровский сельсовет, в состав которого входили село Пекуровка и деревня Политическая Рудня (Руденка).

## Территория
Общая площадь угодий Пекуровского сельского совета составляет 2113,8 гектаров. Из них:
- сельскохозяйственных угодий — 1602,2 га[5],
- приусадебных участков — 68,75 га[5],
- для ведения личного крестьянского хозяйства — 259,43 га[5],
- земли резерва — 175 га[5],
- земли запаса — 331,19 га[5].

## Руководство совета
В 2002 году председателем Пекуровского сельского совета был избран Гребень Валерий Васильевич, 1971 г.р., высшее образование, окончил в 1993 году ЧГПИ им. Т. Г. Шевченко по специальности «вчитель ЗТД та праця» (укр.) С тех пор В. В. Гребень неоднократно переизбирался — 26.03.2006 и 31.10.2010.
26.10.2014 года председателем Пекуровского сельского совета избрана Пьятковская Надежда Васильевна, которая работала секретарём этого сельского совета с 1998 года, родилась в 1973 году и получила средне-техническое образование в 1995 году по специальности экономист-бухгалтер, в настоящее время имеет высшее образование. 

## Депутаты совета
По результатам выборов 04.11.2010 состав сельского совета составлял:
- Партия регионов — 7 человек (58,3 %)
- Народная партия — 2 человека (16,7 %)
- Самовыдвижение — 2 человека (16,7 %)
- Сильная Украина — 1 человек (8,3 %)

Из 12 депутатов — 8 человек имеют среднее образование, 1 незаконченное высшее, 3 получили высшее образование.